# Samantabhadra

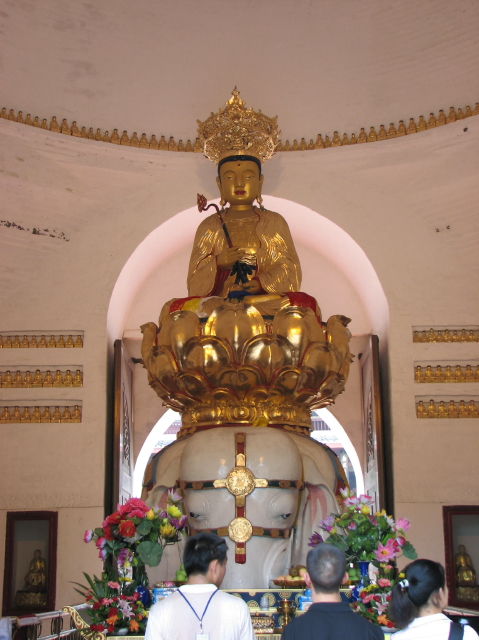
Staty föreställande Samantabhadra på berget Emeishan i Kina.

Samantabhadra (kinesiska Puxian; Japanska Fugen Bosatsu) är inom mahayana- och vajrayanabuddhismen en bodhisattva som symboliserar dygd och buddhistiskt utövande. Han blev dock aldrig särskilt populär, och avbildas sällan ensam.
I Avatmasakasutra berättas det om hur han tog tio kända löften.